# Aeschynanthus moningeriae
Aeschynanthus moningeriae är en tvåhjärtbladig växtart som först beskrevs av Elmer Drew Merrill, och fick sitt nu gällande namn av Woon Young Chun. Aeschynanthus moningeriae ingår i släktet Aeschynanthus och familjen Gesneriaceae. Inga underarter finns listade i Catalogue of Life.